# Tjugoförsta tillägget till USA:s konstitution

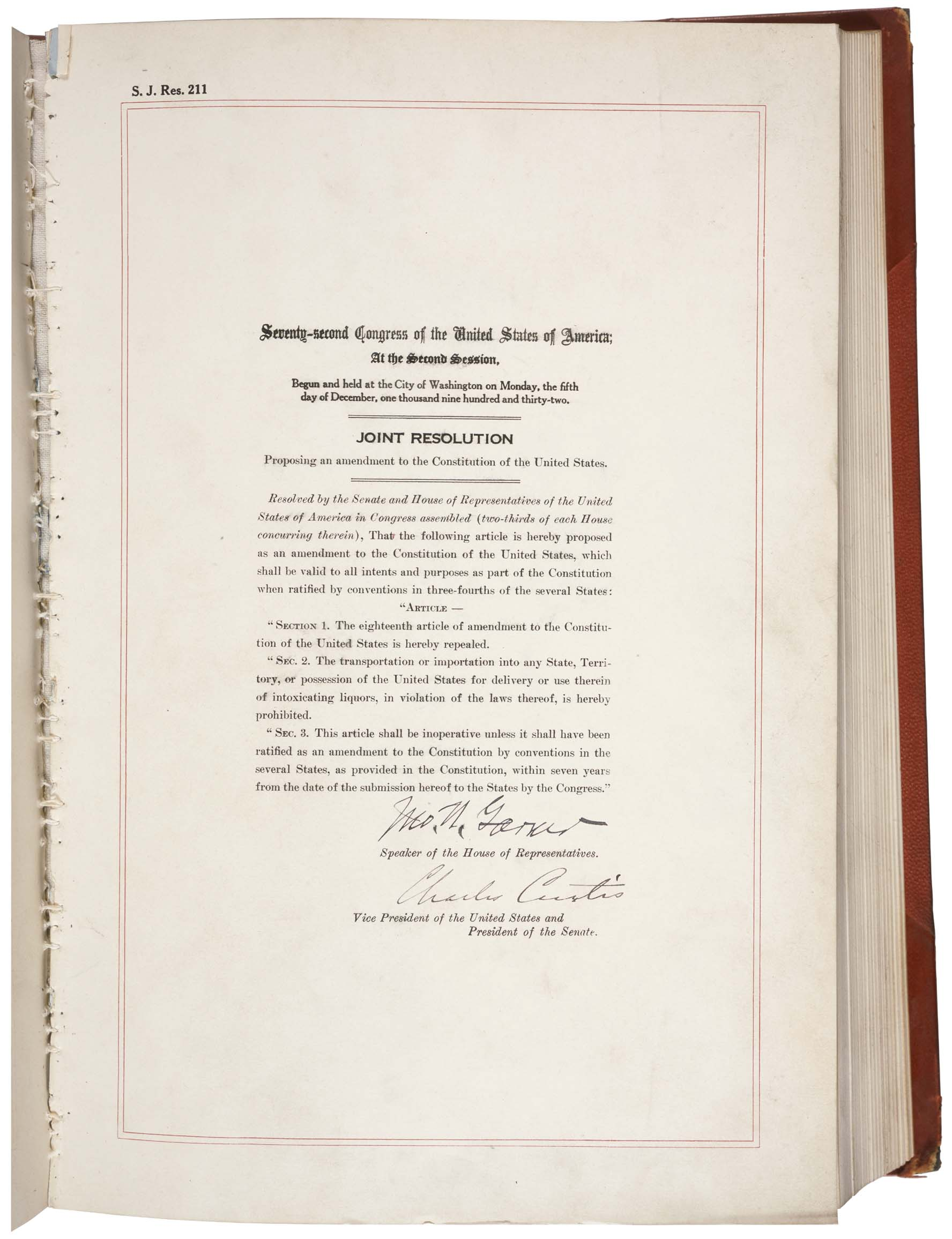
Tjugoförsta författningstillägget i National Archives.

Tjugoförsta tillägget till Förenta Staternas konstitution (engelska: The 21st Amendment) innebar att förbudstiden i USA upphörde 5 december 1933 genom att det artonde tillägget från 1920 upphävdes.

## Bakgrund
Det artonde tillägget hade 16 januari 1919 ratificerats av tillräckligt många delstater för att träda i kraft följande år, 7 januari 1920. Tillägget innebar ett totalt rusdrycksförbud i alla USA:s dåvarande 48 delstater, Washington DC samt i alla amerikanska territorier, såsom Alaska och Hawaii. Mot slutet av 1920-talet blev rusdrycksförbudet alltmer impopulärt bland allmänheten, bland annat för att det hade orsakat en tillväxt av maffian samt korruption bland politiker och poliskår. Denna uppfattning förstärktes under stora depressionen och i valet 1932 lovade den demokratiske presidentkandidaten Franklin D. Roosevelt att upphäva det artonde tillägget. Roosevelt vann valet och tillträdde som president i mars 1933.
I februari 1933 antog kongress en resolution som föreslog det tjugoförsta författningstillägget. Detta tillägg upphävde det artonde författningstillägget och införde istället en bestämmelse som innebar att respektive delstat och territorium hade rätt att själva besluta lagar kring rusdrycker. I december 1933 blev Utah den 36:e delstaten som ratificerade tillägget, vilket innebar att den kvalificerade majoriteten av delstater uppnåddes.
Några månader innan, från 7 april 1933, tilläts öl med max 3,2% alkohol tack vare lagstiftning (Cullen–Harrison Act) som undantog alkoholsvaga drycker från definitionen av rusdrycker. Själva definitionen av rusdrycker fanns i National Prohibition Act, kallad "Volstead Act", snarare än i det artonde tillägget, och kunde därför ändras före det tjugoförsta tillägget hade ratificerats.